# Prosopocera malawina
Prosopocera malawina är en skalbaggsart som beskrevs av Henri L. Sudre och Teocchi 2002. Prosopocera malawina ingår i släktet Prosopocera och familjen långhorningar.
Artens utbredningsområde är Malawi. Inga underarter finns listade i Catalogue of Life.